# Giles Cooper
Giles Stannus Cooper, OBE (9. srpna 1918 Carrickmines u Dublinu, Irsko – 2. prosince 1966 Surbiton, Spojené království) byl anglo-irský dramatik a plodný rozhlasový dramatik. Pro rozhlas a televizi BBC napsal přes šedesát scénářů a her. V roce 1960 byl oceněn Řádem britského impéria za "Služby pro rozhlas". Na jeho počest byla mezi lety 1978 a 1992 společností BBC a nakladatelstvím Methuen Publishing udílena Cena Gilese Coopera (Giles Cooper Awards) za rozhlasové hry.

## Život
Giles Stannus Cooper se narodil v anglo-irské rodině v Carrickmines poblíž Dublinu 9. srpna 1918 jako syn Guye Edwarda Coopera, velitele Královského námořnictva a synovce politika a spisovatele Bryana Ricco Coopera.
Cooper navštěvoval školy Arnold House, St John's Wood v Londýně a Lancing College v South Downs a později studoval jazyky v Grenoblu a na jazykové škole v San Sebastiánu ve Španělsku. Zde jej zastihla Španělská občanská válka, Při ní byl zraněn do paže střelou ostřelovače, když si šel před večeří koupit cigarety. Zachránilo jej Královské námořnictvo, poskytlo mu lékařskou pomoc a přepravilo jej přes hranice do francouzského Saint-Jean-de-Luz.
Jeho otec z něj chtěl mít diplomata. Cooper však začal studovat herectví na Webber Douglas Academy of Dramatic Art v Londýně. Ve stejný den se na akademii zapsal i herec Michael Denison, který vzpomíná na jejich první setkání ve své autobiografii Overture & Beginners. Cooperovy studie byly přerušeny druhou světovou válkou. Přihlásil se do armády a byl vybrán pro výcvik na Královské Vojenské akademii v Sandhurstu. Po absolvování byl v roce 1942 odeslán na Dálný východ. Jako důstojník pěchoty ve West Yorkshirském pluku, bojoval tři roky v barmské džungli proti Japonské armádě.
Po válce pracoval jako herec, nejprve v Arts Theatre pod režijním vedením Aleca Clunese. Zde potkal svou budoucí ženu, herečku Gwyneth Lewis. Pak hrál v divadlech v Newquay (spolu s Kennethem Williamsem), v Connaught Theatre, Worthing (spolu s Haroldem Pinterem) a v Regent ' s Park Open Air Theatre až do roku 1952, kdy se začal věnovat psaní her na plný úvazek.

## Dílo
Cooper byl průkopníkem v psaní pro rozhlas i pro televizi. Jeho rané úspěchy představují dramatizace děl: Charles Dickens Oliver Twist, William Golding Pán much a dramatizace sci-fi románu Johna Wyndhama Den trifidů. Wyndham blahopřál Cooperovi ihned po prvním vysílání. V televizi adaptoval Simenonovy detektivní romány o komisaři Maigretovi, které byly velmi populární v letech 1960–61 s Rupertem Daviesem v hlavní roli. Bylo natočeno 24 epizod. Cooper za toto dílo obdržel cenu Cechu televizních producentů (Guild of Television Producers Script Award) v roce 1961. Z této ceny se později stala cena BAFTA. Upravil čtyři příběhy Sherlocka Holmese, Hemingwaův román Komu zvoní hrana (1965), Hugův román Bídníci, Flaubertovu Paní Bovaryovou a trilogii Evelyna Waugha Meč Cti (1967), kterou upravil pro Divadlo 625. V divadle byl úspěšnější se svou vlastní tvorbou. Jeho první celovečerní hra Nikdy neodejdeš (Never Get Out) byla představena na Edinburském festivalu v roce 1950 a později hrána v Gate Theatre v Londýně.
První z jeho rozhlasových her, která mu přinesla uznání, byla hra Mathry Beacon (1956) o malé skupině mužů a žen, kteří nepřetržitě střeží přísně tajnou raketovou základnu kdesi ve Walesu, několik let poté, co válka skončila. (První a jediné uvedení ve Spojených státech s Martynem Greenem v hlavní roli bylo provedeno v roce 1981 v National Radio Theater of Chicago). Ve hře Unman, Wittering and Zigo z roku 1958 mladý učitel zjistí, že jeho předchůdce byl zavražděn chlapci v jeho třídě. Další úspěšnou hrou bylo The Long House z roku 1965. Hra Out of the Crocodile byla na programu divadla Phoenix v roce 1963–64, v hlavních rolích Kenneth More, Celia Johnson a Cyril Raymond. Hra The Spies are Singing byl uvedena v Nottingham Playhouse v roce 1966, v hlavní roli vystoupil umělecký šéf divadla John Neville.
Mnohé z jeho rozhlasových her byly později upraveny pro divadlo i televizi. Unman, Wittering and Zigo, Seek Her Out (v níž je žena, kterou hrála Toby Robins, svědkyní atentátu na Londýnské metro a stává se další obětí pachatelů) a The Long House byl součástí volné trilogie Cooperových her, které vysílalo v létě 1955 rozhlasové divadlo Theatre 625 na stanici BBC2. Napsal také hru The Other Man – televizní drama, kde v hlavních rolích vystoupili Michael Caine, Siân Phillips a John Thaw a první vysílání proběhlo na ITV v roce 1964. Hra Všechno je v zahradě (Everything In The Garden) byla poprvé provedena divadelní společností The Royal Shakespeare Company v roce 1962 v Arts Theatre v Londýně. V roce 1967 byla tato hra v adaptaci Edwarda Albee poprvé provedena v Plymouth Theatre v New Yorku a věnována Cooperově památce.
Jeho poslední hrou byla Happy Family, která byla poprvé představena v roce 1966 v Hampstead Theatre s Wendy Craig v hlavní roli. Později byla převedena do West Endu s Michael Denisonem, Dulcie Gray a Robertem Flemyngem v hlavních rolích. Znovu hru v roce 1984 uvedla režisérka Maria Aitken nejprve ve Windsoru a později v Duke of York's Theatre ve West Endu. V hlavních rolích hráli Ian Ogilvy, Angela Thorne, James Laurenson a Stephanie Beacham.

## Smrt
Cooper zemřel ve věku 48 let po pádu z vlaku, když projížděl stanicí Surbiton, Surrey. Vracel se z vánoční večeře Cechu dramatiků (Guild of Dramatists) v Garricku dne 2. prosince 1966. Pitva ukázala, že vypil ekvivalent poloviny láhve whisky (jiné zdroje uvádějí šest a půl pinty piva) a koroner v Kingstonu v lednu 1967 označil smrt jako nešťastnou náhodu. Existuje několik pokusů vyhodnotit tuto nehodu jako sebevraždu. Označily ji tak noviny The Stage. V roce 1995 byl otištěn rozhovor Humphreye Carpentera s vdovou po producentu BBC, Douglasi Cleverdonovi. Ta mu řekla, že věří, že to byla sebevražda. Cooperova rodina proti této spekulaci vždy ostře protestovala. Nejen proto, že nemá žádnou oporu v dramatikových názorech ani v jeho zřejmém rozpoložení v době před jeho smrti, ale také proto, že vedlo k nespravedlivému zabarvení hodnocení jeho díla z akademického hlediska.

## Cena Gilese Coopera
V roce 1978 byla založena společností BBC a nakladatelstvím Eyre Methuen Cena Gilese Coopera (Giles Cooper Awards) za rozhlasové drama. Cena byla udělována v letech 1978–1992. Mezi oceněnými byli například Tom Stoppard, Harold Pinter, Anthony Minghella, Fay Weldon, Joanna Trollope či William Trevor.

## Překlady do češtiny
- 1965 Ztracená varta (The Mathry Beacon), překlad Gabriela Nová, dramaturg Karel Tachovský, režie Olga Zezulová, osoby a obsazení:  Edvard Gann, poručík (Zlatomír Vacek), Rita Bleeningová, svobodník (Helena Kružíková), Betsy Lingová (Miriam Hynková), Andrew Blick (Dobroslav Riegl), Morlais Evans (Jaroslav Dufek), Jake Olim (Zdeněk Kampf), děti (Táňa Hubrová a Ivo Hubr). Nastudovalo Brno.[11]
- 1966 Předmět (The Object), překlad Josef Schwarz, dramaturg Josef Hlavnička, režie Charles Lefeaux (BBC Londýn), režijní spolupráce Josef Červinka, osoby a obsazení: Gary (Ilja Racek), Mill (Jiřina Jirásková), Thurle (Ivo Gübel), telefonistka (Jaroslava Drmlová) a hlas (Garrard Green).[12]
- 1968 Nepříjemná ústřice (The Disagreeable Oyster), překlad: Josef Schwarz, režie: Josef Červinka, osoby a obsazení: Bundy (Josef Kemr), Bundy menší (Vlastimil Hašek), dále účinkují: Stella Zázvorková, Zdeněk Dítě, Vladimír Krška, Zdeněk Martínek, Hana Kreihanslová, Luba Skořepová, Mirko Musil, Jaroslav Cmíral a Artur Šviha[13]
- 1988 Celou cestu domů (All the way home), překlad: Gabriela Nová, režie: Josef Červinka, Český rozhlas, osoby a obsazení: Ellis (Josef Somr), Una (Iva Janžurová), výběrčí jízdenek, tulák (Stanislav Bělík), číšnice (Bohumila Dolejšová), 1. cestující (Ladislav Trojan), 2. cestující (Miroslav Saic), pan Barnes (Josef Kemr), policista (Oldřich Vlach), Larry (Ivan Trojan), Daph (Zuzana Bydžovská) a další[14]
- 1997 Edward Albee: Všechno je v zahradě (Everything In The Garden), Albeeho úprava Cooperovy stejnojmenné hry, překlad František Vrba, Městské divadlo Brno, 1997[15]